# Риохас, Ханселл
Ханселл Риохас (исп. Hansell Riojas; род. 15 октября 1991, Кальяо) —  перуанский футболист, защитник клуба «Унион Комерсио». Выступал за сборную Перу.

## Клубная карьера
Профессиональную карьеру начал в 2011 году в клубе «Спорт Бойз». 2013 год провёл в столичном «Депортиво Мунисипаль». В следующем году представлял цвета команды «Сьенсиано». С 2015 по 2017 выступал за «Универсидад Сесар Вальехо».

## Карьера за сборную
Дебют за национальную сборную Перу состоялся 30 мая 2014 года в товарищеском матче против сборной Англии. Во время игры в него попали бумажным самолётом, брошенного из толпы, с кадрами момента которого впоследствии стали вирусными.
Был включен в состав сборной на Кубок Америки 2015 в Чили, где со сборной завоевал бронзовые награды (все матчи провёл на скамейке запасных).

## Достижения

### Клубные
- Обладатель Кубка Инков: 2015

### Сборная
- 3-е место на Кубке Америки 2015